# Mâchecourt
Mâchecourt è un comune francese di 134 abitanti situato nel dipartimento dell'Aisne della regione dell'Alta Francia.

## Società

### Evoluzione demografica
Abitanti censiti